# Шаврин, Фёдор Владимирович
Фёдор Владимирович Шаврин (1880—1915) — русский художник, график. Автор ряда исторических, мифологических и аллегорических полотен.
Жил и работал в Киеве. В 1890-х годах обучался в Киевской рисовальной школе под руководством Н. И. Мурашко.

Россия и славянство. 1914-1915 гг.

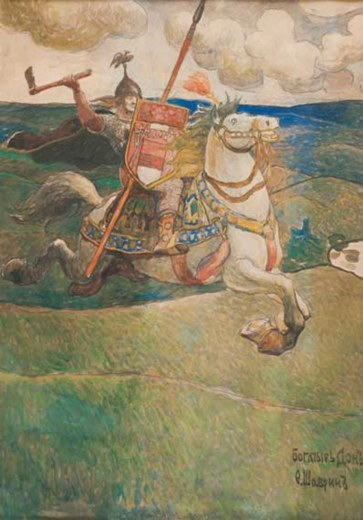
«Богатырь Дон», начало XX в.

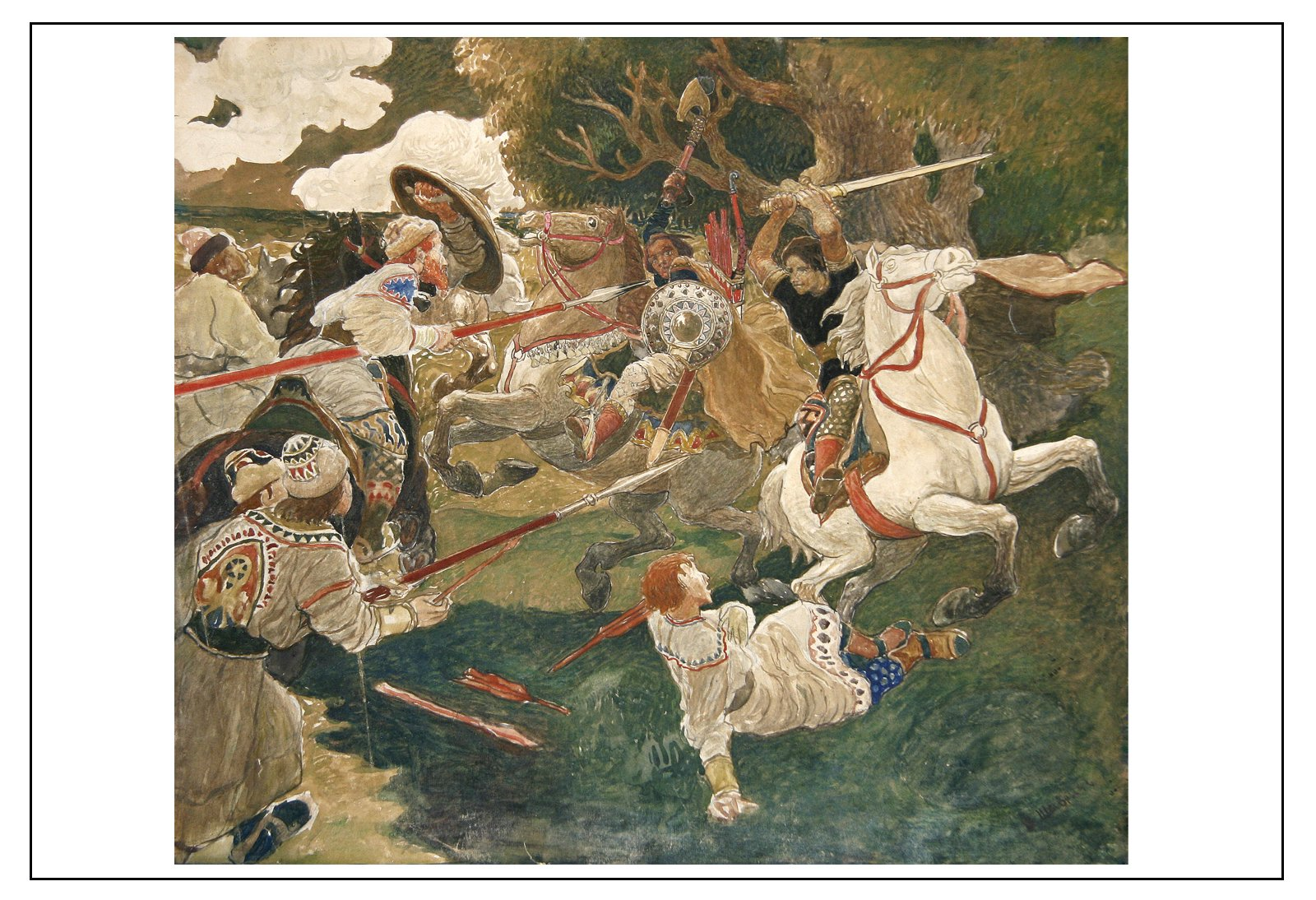
Битва. Сцена из русской истории

Не принадлежал к какому-либо союзу, но находился под сильным влиянием художников, расписывавших Владимирский собор в Киеве, в том числе, Виктора Васнецова, Михаила Нестерова, Павла Сведомского, Вильгельма Котарбинского и некоторых других.
Выставлялся в 1910 гг. Был знаком с А. Праховым и М. Нестеровым. Дружил с Максимилианом Волошиным, который вспоминал о нём в статье «Русская живопись в 1908 г.», «Венок» (№ 88, 29 марта 1908).
Большое число его работ хранится в музеях и частных собраниях в России и за рубежом.